# Gustaf Andersson (fotbollsspelare)
Jan Gustaf Andersson, född 6 december 1974 i Trollhättan, är en svensk före detta fotbollsspelare (anfallare).
Inför säsongen 2000 värvades Andersson från Västra Frölunda IF till IFK Göteborg tillsammans med klubbkamraterna Mikael Sandklef och Tomas Rosenkvist i en uppmärksammad miljonaffär. Han fortsatte karriären i Helsingborgs IF där han spelade 2002-2007. Han gjorde fler än 200 matcher i allsvenskan.
Efter en skada 2007 beslutade Andersson sig för att lägga av med fotbollen, och nu är han istället utvecklingschef i Skolstaden inom Helsingborgs kommun. I valet 2010 kandiderar han för folkpartiet till Helsingborgs kommunfullmäktige och till riksdagen.

## Meriter
- Svensk cupvinnare med Helsingborgs IF 2006